# Randalls Brewery
La Randalls Brewery è un birrificio fondato nel 1868 sull'isola di Guernsey da Robert Henry Randall.
La birreria produce circa 1000000 di litri di birra all'anno. Produce due varietà di birra, la Patois beer  e dal 2008 produce la popolare Breda Royal Beer